# Carl Adolf Sundström
Carl Adolf Sundström, född 27 augusti 1829, död 24 november 1874, var en svensk jurist och polismästare.
Efter att avlagt hovrätts- och kameralexamen 1854, blev Sundström kanslist i Kammarrätten 1858, notarie vid Överståthållarämbetet för polisärenden 1863, notarie i Kammarrätten 1864, vice häradshövding 1866 och polisintendent i Stockholm 1868. Han tjänstgjorde som polismästare i Stockholm från 1872 fram till sin bortgång 1874.
Sundström var riddare av Nordstjärneorden och Vasaorden. Sundström var också medlem av sällskapet Par Bricole. Han var far till konstnären Hedvig Sundström.